# Porella columbiana
Porella columbiana är en mossdjursart som beskrevs av Charles Henry O'Donoghue 1923. Porella columbiana ingår i släktet Porella och familjen Bryocryptellidae. Inga underarter finns listade i Catalogue of Life.